# Lasalle (Gard)
Lasalle è un comune francese di 1 080 abitanti situato nel dipartimento del Gard, nella regione dell'Occitania.

## Società

### Evoluzione demografica
Abitanti censiti